# Bussy-Saint-Georges
Bussy-Saint-Georges település Franciaországban, Seine-et-Marne megyében. Lakosainak száma 26 334 fő (2022. január 1.). Bussy-Saint-Georges Guermantes, Pontcarré, Bussy-Saint-Martin, Chanteloup-en-Brie, Collégien, Conches-sur-Gondoire, Favières, Ferrières-en-Brie és Jossigny községekkel határos.

## Népesség
A település népességének változása:
| Lakosok száma | 25 419 | 26 346 | 27 299 | 27 379 | 26 806 | 26 597 | 26 551 | 26 571 | 26 334 |
|               | 2013   | 2015   | 2016   | 2017   | 2018   | 2019   | 2020   | 2021   | 2022   |